# Ejdern-klass
Ejdern-klass är en fartygsserie bestående av fyra hydrofonbojfartyg, i svenska marinen. Där samtliga fartyg är döpta efter svenska sjöfåglar. De byggdes mellan åren 1991 och 1992 av Djupviks varv på Tjörn.

## Historik
Fartygsserien konstruerades för med hjälp av passiva hydrofonbojar spana efter och lokalisera främmande undervattensverksamhet. Det man skulle kunna spana efter var bland annat ubåtar, dykfarkoster och dykare i skärgård. Fartygen som var kustflottans minsta är 20 meter långa och har ett deplacement på cirka 36 ton. Utmärkande för fartygets silhuett är den långa antenn som används för att ta emot signaler från hydrofonbojar.
Fartygen togs ur drift år 2004 som ett led i besparingarna inom Försvarsmakten. Fram till dess hade fartygen utnyttjats i stor utsträckning inom Marinens Ubåtsjaktstyrka. En av fartygsklassens starka sidor var dess möjlighet till dolt uppträdande. De kännetecknades också av stor uthållighetsförmåga. Bemanningen ombord bestod av tre till fyra officerare och sex värnpliktiga.

## Fartyg i klassen
- HMS Ejdern (B01), sjösatt 1991, tagen ur tjänst 2004. Motto för hela 1.bojbåtsdivisionen var : Aures Arma Nostra. Överförd till Sjövärnskåren 2017 efter att under flera år använts av FOI som försöksplattform .
- HMS Krickan (B02), sjösatt 1992, överförd till Sjövärnskåren 2015-12-15. Nytt namn SVK13 Hoburg
- HMS Svärtan (B03), sjösatt 1992, överförd till Sjöfartsverket 2009-09-18 och ombyggd till sjömätningsfartyg med namnet Johan Månsson sjöräddningsövningsfartyg på Sjöfartsverkets utbildningsplats på Arkö fram till 2021, därefter ombyggd till sjömätningsfartyg.
- HMS Viggen (B04), sjösatt 1993, överförd till Sjöfartsverket 2009-09-18 och ombyggd till sjömätningsfartyg med namnet Anders Bure.